# Apaporís
Apaporís je rijeka u Kolumbiji, pritoka rijeke Japurá. Pripada porječju rijeke Amazone.